# Református templom (Orosháza)
Az orosházi református templom a város egyik helyi védettségű épülete, amely neogótikus stílusban épült fel 1914 és 1917 között.

## Története
A 18. században még evangélikus családok költöztek be a településre. Az első reformátusok Hódmezővásárhelyről telepedtek be és beleolvadtak az evangélikus egyházközségbe. A város református vallás egyházközsége csak 1859-ben alakult meg és 1861-ben építettek maguknak egy saját imaházat. A századforduló során jött az ötlet egy templom felállítására.
A templomot Süle Pál és fia tervezte. Alapkőtételére 1914. áprilisában került sor és az I. világháború alatt is folytak a templom építkezési munkái. 1917. december 9-én történt felszentelése, Baltazár Dezső püspök által. Később, 1931-ben a templom alá egy sírbolt került megépítésre.
2017-ben az épület felszentelésének centenáriuma és a reformáció 500. évfordulója alkalmából hálaadó istentiszteletet tartottak a templomban.

## A templom épülete
Neogótikus stílusban épült, amelyet leginkább a karcsúsága jellemzi kívül és belül egyaránt. A templom 36 méter magas tornya a homlokzat előtt áll és csúcsíves ablakok, ajtók díszítik.
Főhajója észak-déli fekvésű, amelyet a nyugati-keleti tájolású kereszthajó metszi el. Belsejében egy csúcsíves dongaboltozat található, a templom négy sarkában jón fejezettel rendelkező pillérkötegei találhatóak felül. Főhajójának hossza 22 méter, szélessége 18 méter. Eredetileg rendelkezett orgonával is, de az egyházközség a II. világháborút követően eladta.

## Galéria

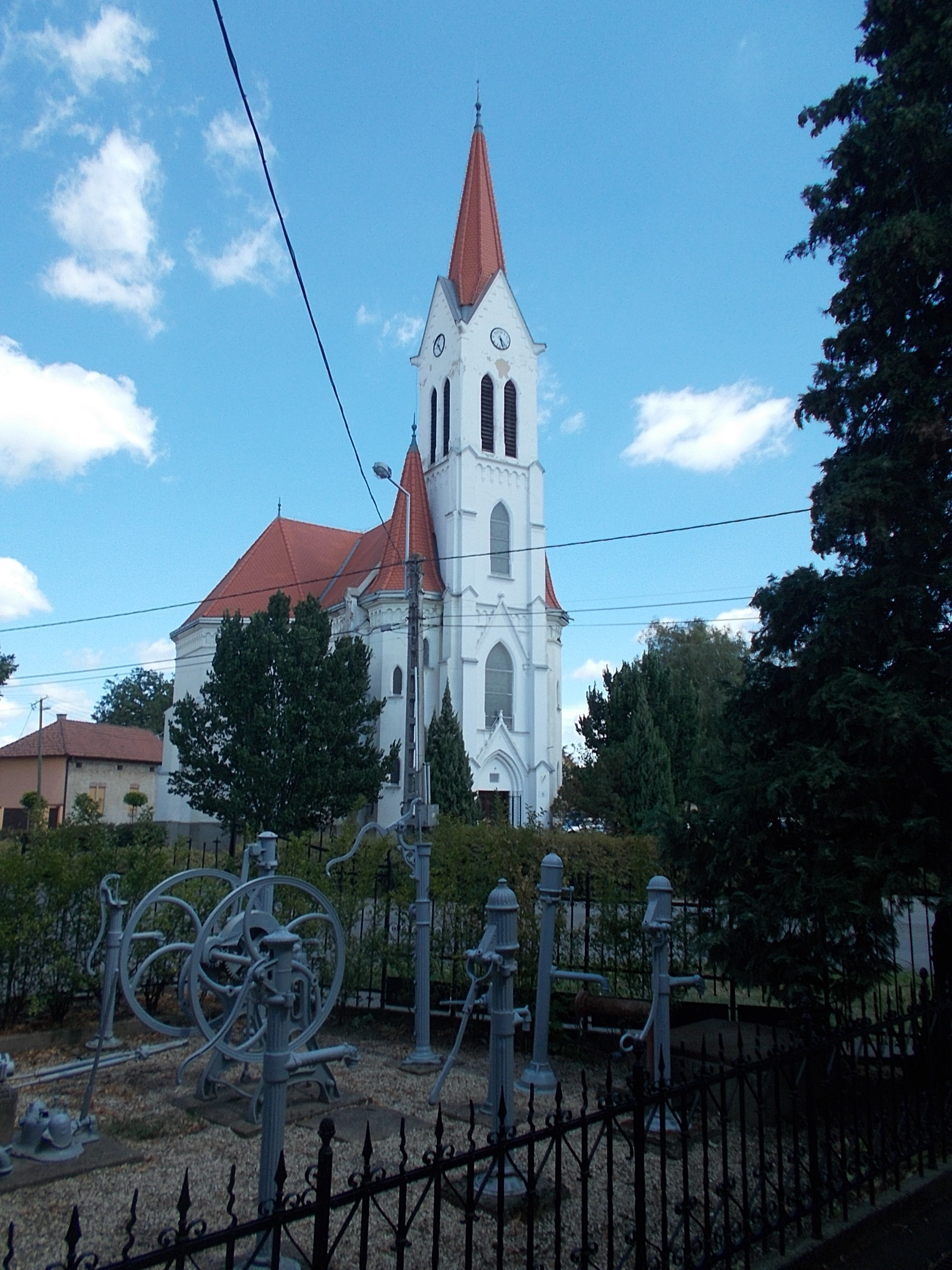
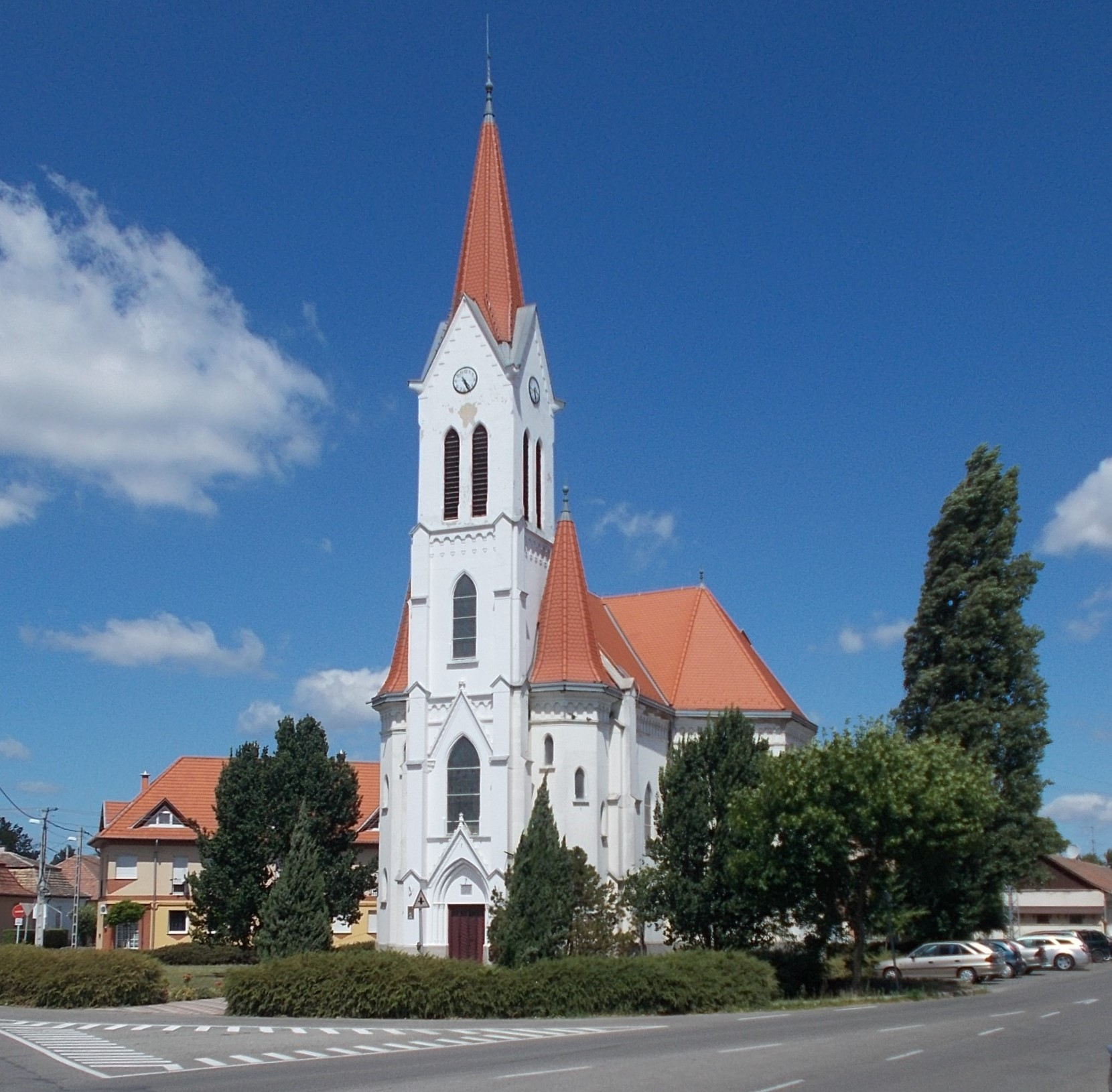
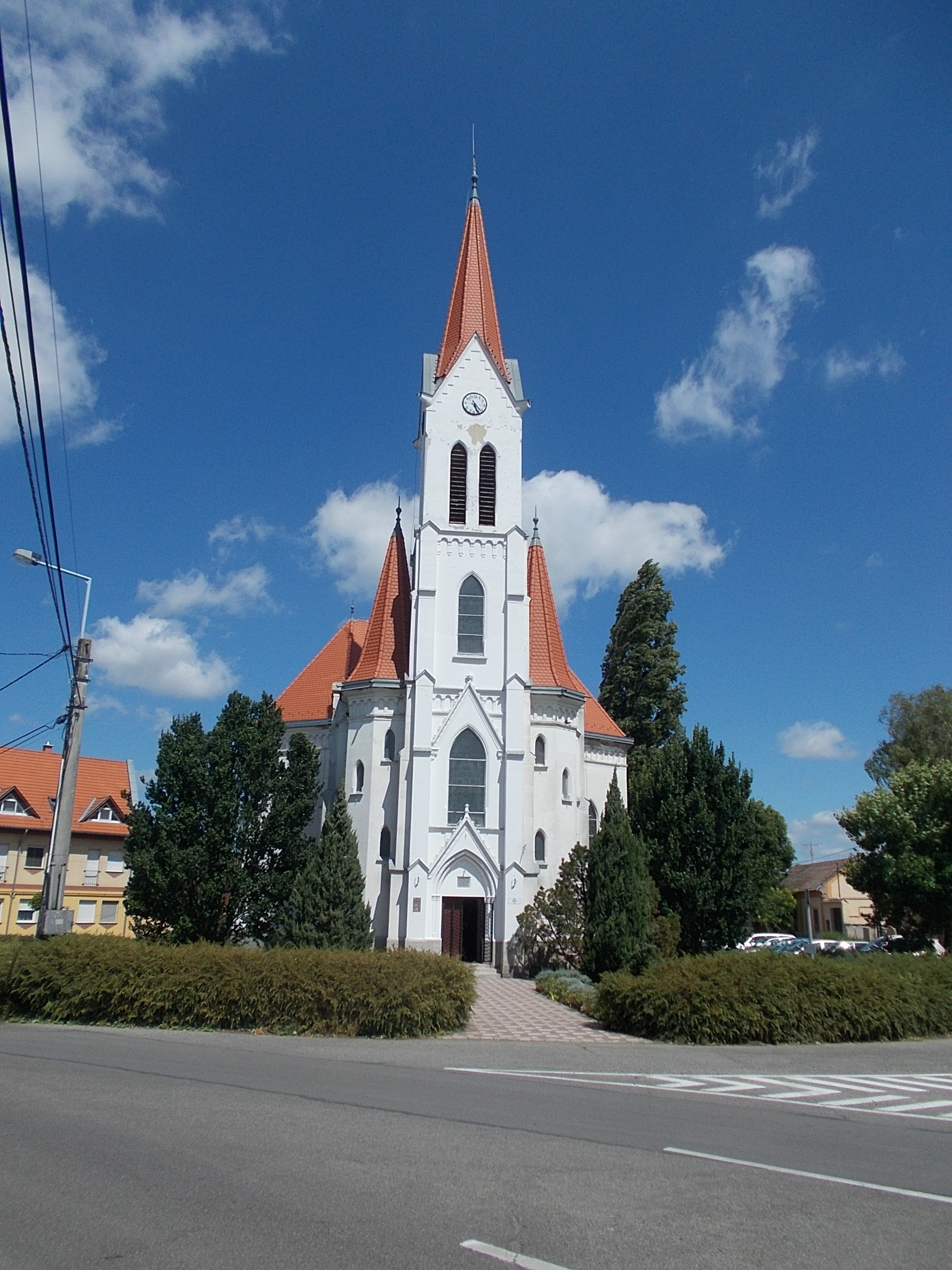
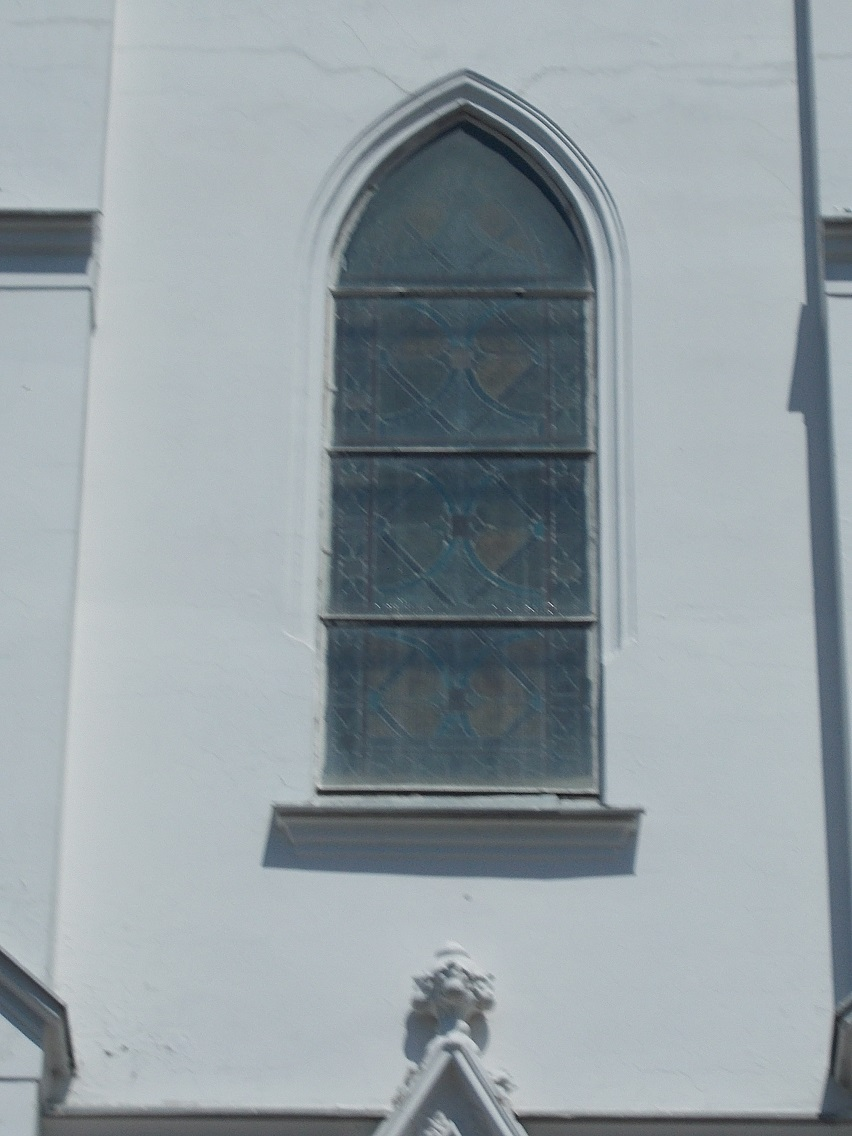
A templom egyik ablaka
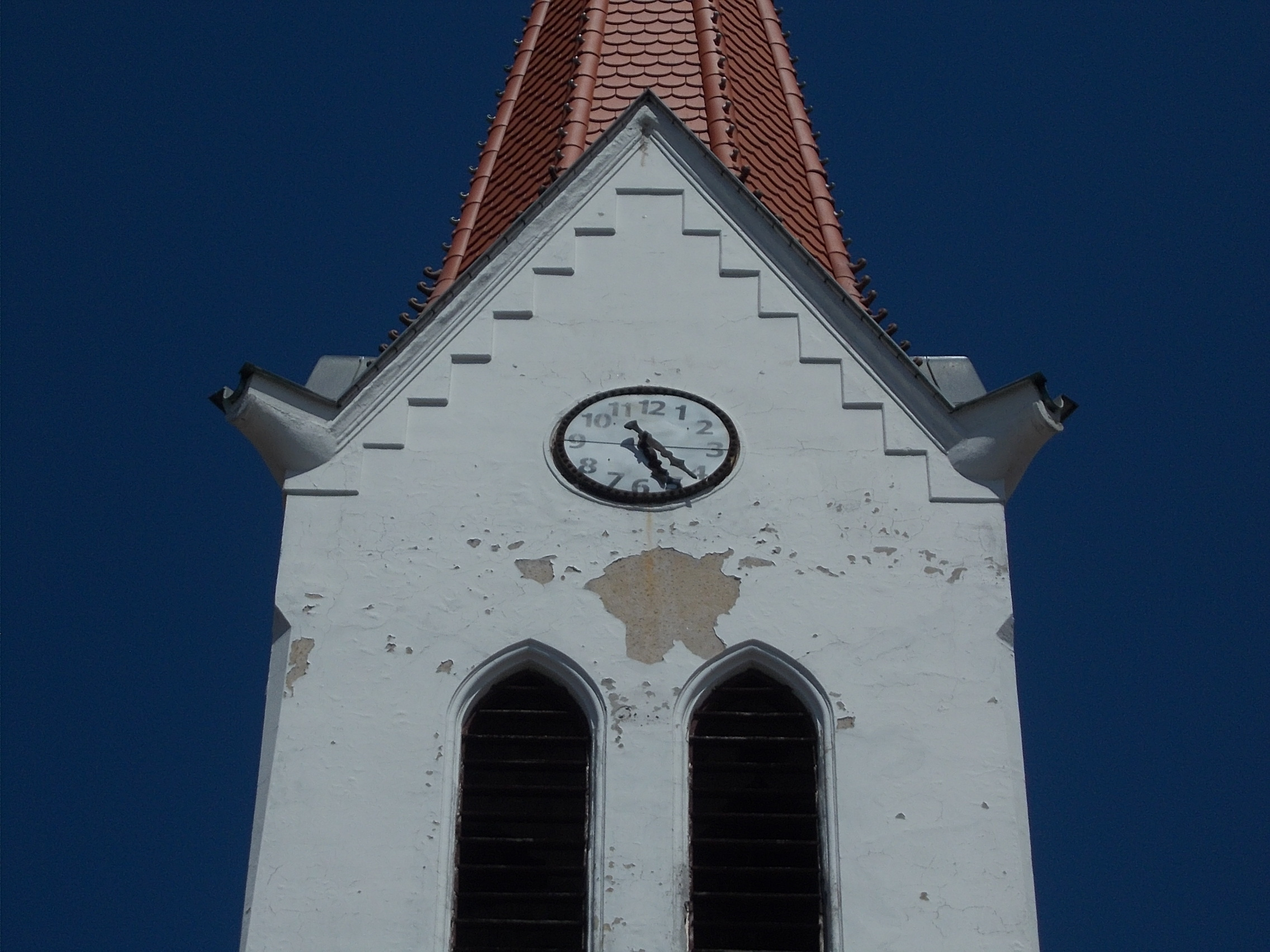
A templom tornya
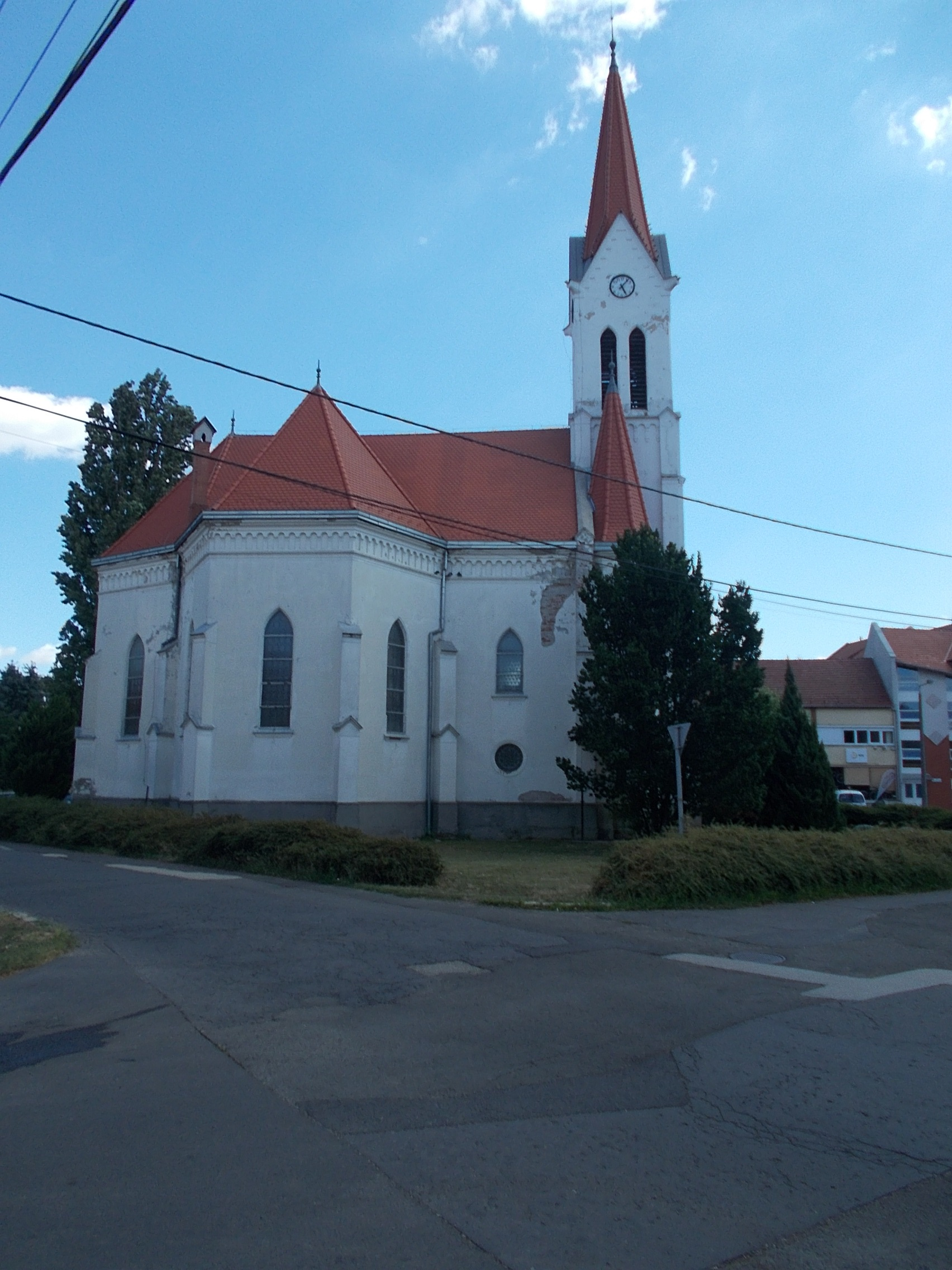